# Old Man of Hoy

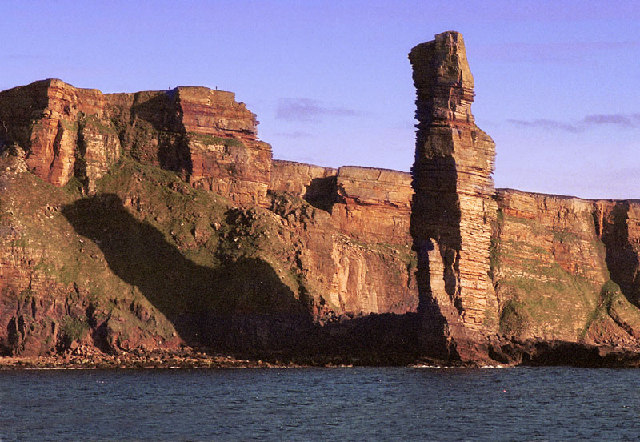
Old Man, Ansicht von Norden

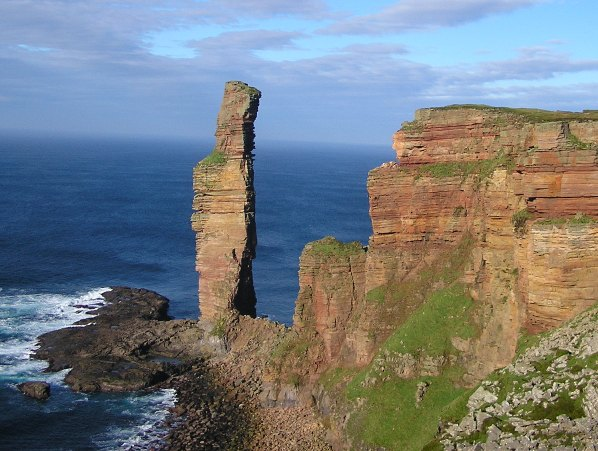
Old Man, Ansicht von Süden

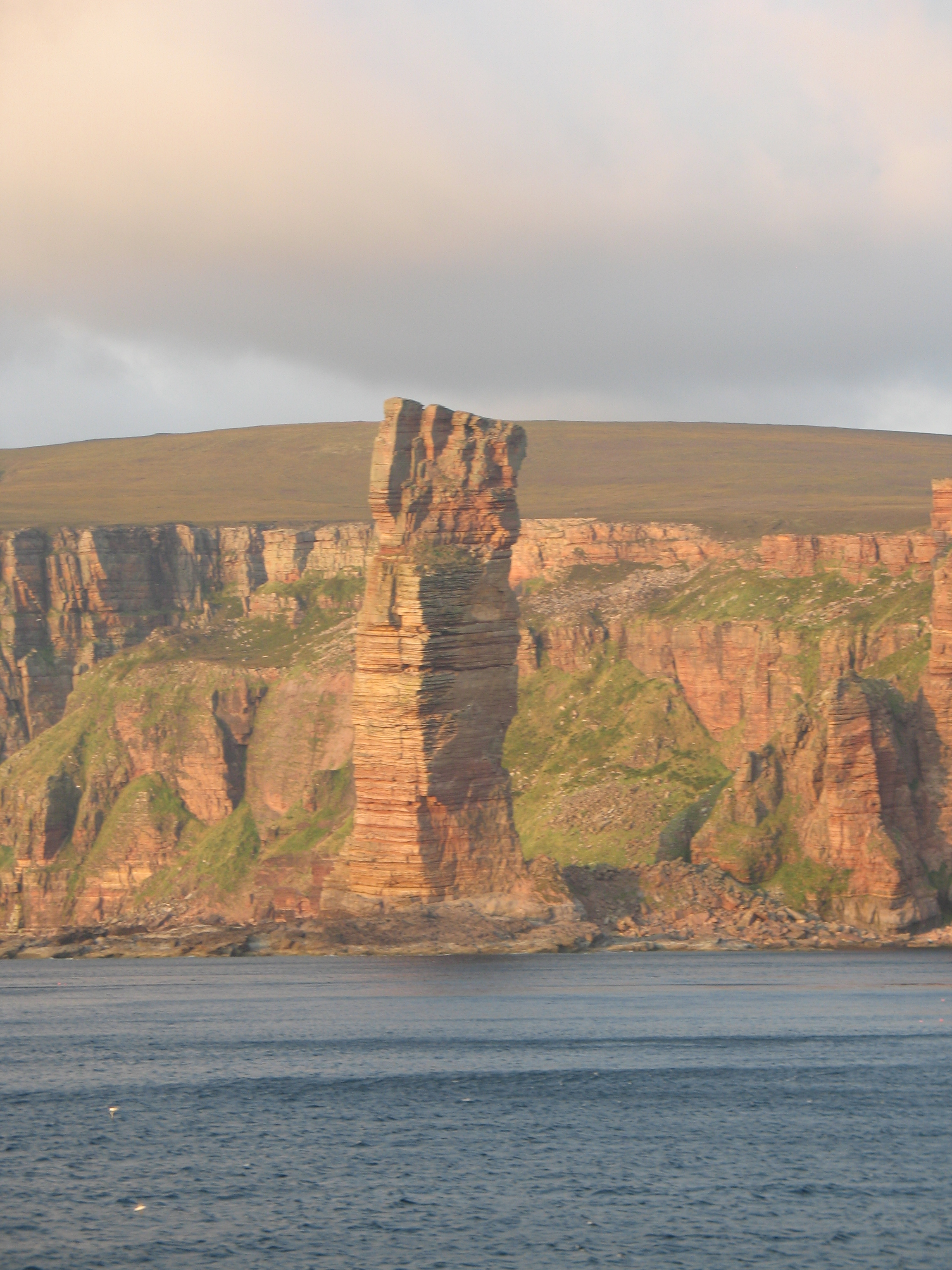
Old Man, Ansicht von der Fähre (Westen)

Der Old Man of Hoy ist ein Brandungspfeiler an der Westküste der orkadischen Insel Hoy in Schottland.
Er ist wahrscheinlich nicht älter als 250 Jahre und könnte bald zusammenstürzen. In der Orkneyinga saga, die ca. 1230 geschrieben wurde, wird der Old Man of Hoy nicht erwähnt und auch nicht auf der Karte Blaeus von 1600. Auf dieser Karte ist die Stelle, wo der „alte Mann“ heute steht, noch Teil des Festlandes. Die McKenzie-Landkarte von Hoy von 1750 zeigt die Stelle ebenfalls als Teil des Festlandes. Im 19. Jahrhundert wurde die heutige Form durch einen Sturm geschaffen, aber die Erosion schreitet voran. 1992 tauchte ein vierzig Meter langer Riss auf, der dazu führte, dass ein gewaltiges Stück überhängt. Dieses dürfte in absehbarer Zeit kollabieren.
Der Felsen ist 137 Meter hoch. Seine Erstbesteigung erfolgte 1966 durch Chris Bonington, Rusty Baillie und Tom Patey. Roger Holmes, Gus Hutchinson-Brown und Tim Emmett führten 2008 den ersten Base jump vom Old Man of Hoy durch.